# Leucostaurita
La leucostaurita és un mineral de la classe dels borats, que pertany al grup de la hilgardita.

## Característiques
La leucostaurita és un borat de fórmula química Pb₂[B₅O₉]Cl·0,5H₂O. Va ser aprovada com a espècie vàlida per l'Associació Mineralògica Internacional l'any 2007. Cristal·litza en el sistema ortoròmbic. Va ser descoberta a la mina Asunción, a Caracoles, al districte de Sierra Gorda (Regió d'Antofagasta, Xile), l'únic indret on ha estat trobada.
Segons la classificació de Nickel-Strunz, la leucostaurita pertany a «06.EA - Nesopentaborats» juntament amb els següents minerals: sborgita, santita, ramanita-(Rb), ramanita-(Cs), amonioborita i ulexita.